# William Beckett
Pour les articles homonymes, voir Beckett.
William Eugene Beckett est le chanteur du groupe The Academy Is.... Il est né le 11 février 1985 à Libertyville, dans l'Illinois, dans la banlieue de Chicago. William est ambidextre même s'il joue de la guitare de la main droite et qu'il écrit la plupart du temps de la main gauche. Il est parfois surnommé Bill.

## Carrière de 2003 à 2011, au sein de The Academy Is...
Il a fait quelques apparitions dans les clips de groupes du même label que The Academy Is..., Fueled by Ramen (et Decaydance). Il est apparu dans A Little Less Sixteen Candles, A Little More "Touch Me" de Fall Out Boy, Snakes On A Plane (Bring It) de Cobra Starship, ainsi que dans 7 weeks de Gym Class Heroes.
Il chante également dans le remix de Hold On, du groupe Good Charlotte, présent dans leur album The Greatest Remixes.
Il se consacre actuellement à l'écriture d'un livre, Rainy Day Kids, en collaboration avec Pete Wentz, un membre du groupe Fall Out Boy et créateur du label Decaydance.
Avant de monter le groupe en compagnie de Mike Carden en 2002, William Beckett faisait partie d'un groupe se nommant Remember Maine. Il est auteur ou coauteur de toutes les chansons de l'album Almost Here, joue de la guitare et chante. Aux débuts du groupe, il jouait également de la batterie et il est crédité sur plusieurs chansons de Panic! at the Disco et Fall Out Boy en tant que choriste.

## Carrière solo à partir de 2012
Le 10 octobre 2011, le groupe The Academy Is... se sépare. Quatre mois plus tard, mi-février, William annonce au magazine Alternative Press son projet de réaliser de la musique en tant qu'artiste solo.
Il réalise en suite une série de concerts en ligne via le site internet Stageit au cours desquels il interprétera en acoustique des chansons de son ancien groupe, de son EP à venir et d'artistes divers (Fall Out Boy, Death Cab For Cutie, ...).
Le 17 avril 2012 sort son premier EP : Walk The Talk, contenant 4 chansons :
1. Compromising Me ;
2. Girl, You Shoulda Been a Drummer ;
3. Oh, Love! ;
4. You Never Give Up.